# Canadair CL-44
Die Canadair CL-44 war ein Verkehrs- und Transportflugzeug des kanadischen Herstellers Canadair mit vier Turboproptriebwerken. Der von der Bristol Britannia abgeleitete Typ entstand in kleiner Stückzahl in den späten 1950er und frühen 1960er Jahren für die Royal Canadian Air Force (RCAF) als CC-106 Yukon sowie für zivile Fluggesellschaften.

## Entwurf und Entwicklung
In den 1950er Jahren erwarb Canadair die Lizenz zum Bau des Verkehrsflugzeugs Bristol Britannia. Nach diesem Vorbild entwickelte das Unternehmen neben dem Seeaufklärer CL-28 Argus die CL-44, mit dem die RCAF ihre C-54GM North Star ersetzen wollte. Benötigt wurde ein Langstreckenflugzeug, mit dem Truppen und Material nach Europa transportiert werden konnten. Im Januar 1957 erhielt Canadair eine Bestellung über acht Maschinen, die später auf zwölf erhöht wurde.
Die RCAF hatte ursprünglich den Bristol-Orion-Antrieb gefordert. Nachdem das britische Ministry of Supply das Orion-Programm abgebrochen hatte, entschied man sich für den Turbopropantrieb Rolls-Royce Tyne 11. Der Rumpf der CL-44 wurde um knapp vier Meter verlängert und entsprach damit ungefähr dem der Britannia 300. Sie erhielt zwei seitliche Frachttüren und eine Druckkabine. Die Tragflächen und das Leitwerk übernahm man in leicht veränderter Form von der CL-28. Die Yukon konnte neben einer neunköpfigen Besatzung 134 Passagiere aufnehmen. Für die Verwendung als Lazarettflugzeug waren elf Besatzungsmitglieder und bis zu achtzig Patienten vorgesehen.

## Einsatz
Der Erstflug fand am 15. November 1959 statt. Aufgrund von Triebwerksproblemen kam es zu einer verspäteten Auslieferung. Die Ursprungsversion CL-44-6 ging als CC-106 Yukon an die kanadische Luftwaffe, der im Dezember 1961 ein Flug von Tokio nach Trenton, Ontario über 10.860 Kilometer in gut 17 Stunden gelang. Eine andere Yukon konnte sich später fast 24 Stunden in der Luft halten, womit ein weiterer Rekord aufgestellt wurde. Neben elf Transportversionen erhielt die RCAF zwei Maschinen in VIP-Ausführung. Das Flugzeug stieß auch in den USA auf Interesse, die US Air Force entschied sich aber aus politischen Gründen für die Boeing C-135.
Mit der CL-44D4 entstand ein ziviles Frachtflugzeug. Um auch große Güter transportieren zu können und die Beladung zu beschleunigen, konnte der hintere Teil des Rumpfs hydraulisch innerhalb von 90 Sekunden weggeklappt werden. Trotz dieser ungewöhnlichen Bauweise war das Flugzeug druckfest. Käufer waren die Fluggesellschaften Seaboard World Airlines, Flying Tiger Line, Slick Airways und Icelandic Airlines Loftleiðir, die eines dieser Flugzeuge als Passagiermaschine nutzte.
Mit der dritten Version CL-44J entwickelte Canadair auf Wunsch der Loftleiðir eine gestreckte Variante, die bis zu 189 Passagiere aufnehmen konnte. Diese Kapazitätserhöhung musste allerdings mit einer verringerten Reichweite erkauft werden. Vier CL-44D4 wurden in dieser Form umgebaut. Die isländische Fluggesellschaft betrieb die Maschinen unter dem Namen Rolls Royce 400 PropJet. woraus sich die irrtümliche Bezeichnung Canadair 400 ergab. In den späten 1960er Jahren waren dies die größten Passagierflugzeuge im Transatlantikverkehr.
Die CC-106 Yukon wurden im März 1971 außer Dienst gestellt und nach Südamerika und Afrika verkauft. Von den insgesamt 39 gebauten CL-44 existieren nur noch sehr wenige, bislang ist noch kein Flugzeug im Museum zu finden.

## Conroy Skymonster

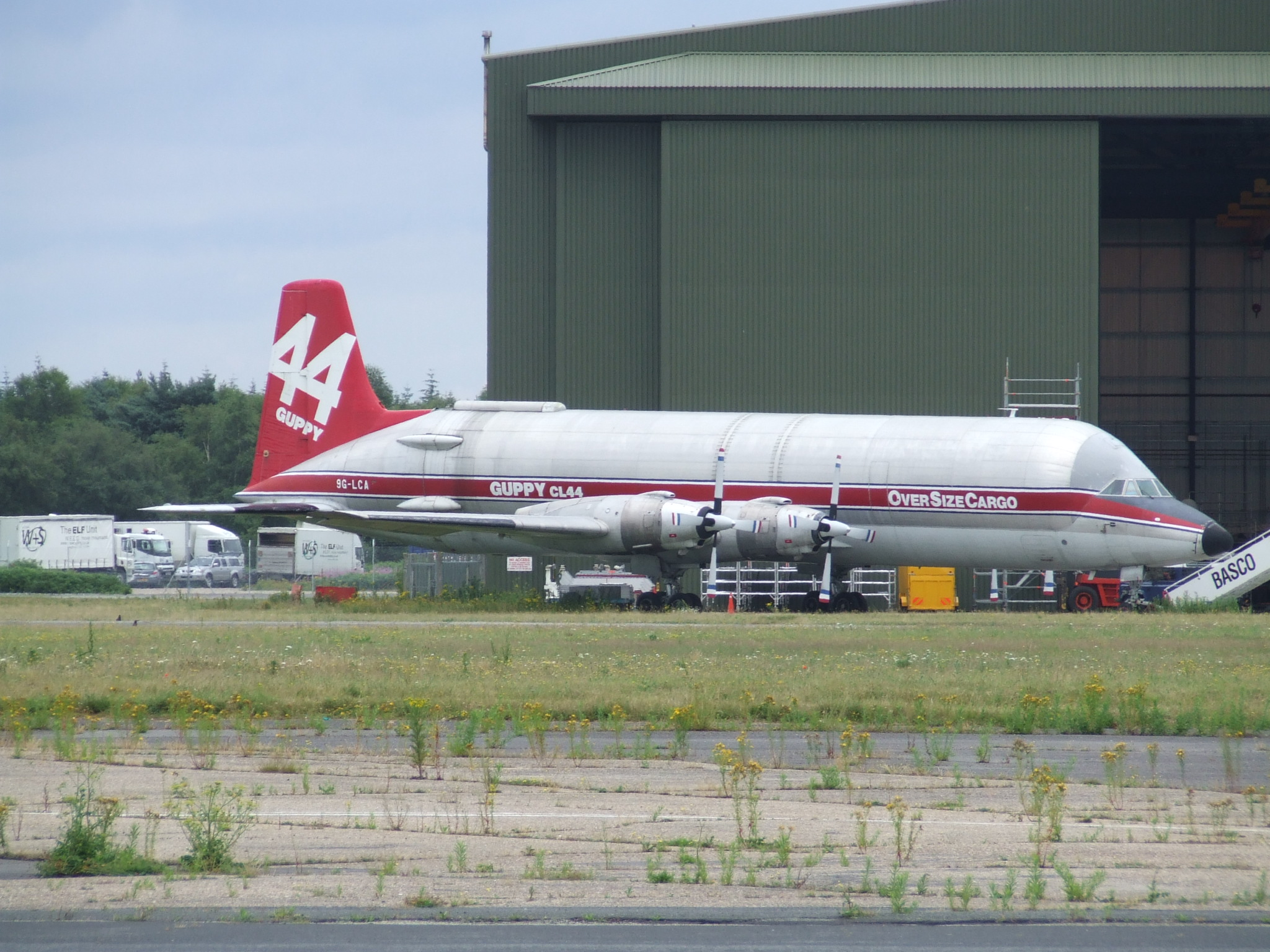
CL-44-O Guppy / Skymonster

Eine CL-44D4 wurde später von Conroy Aircraft mit einem vergrößerten Rumpf versehen und erhielt die neue Bezeichnung CL-44-O. Das Flugzeug, das die Rolls-Royce-Triebwerke der Lockheed L-1011 TriStar in die USA transportieren sollte, ist unter den Bezeichnungen Conroy Skymonster oder CL-44 Guppy bekannt geworden. Ab 2002 stand die Skymonster auf dem Flughafen Bournemouth (EGHH), mal mit, mal ohne Triebwerke. Ende 2006 erhielt sie die philippinische Zulassung RP-C-8023 und wurde auf die australische HeavyLift Cargo Airlines registriert, von dieser aber nicht eingesetzt. Nach einer langen Einlagerung in Bournemouth wurde die Maschine im Jahr 2013 in die USA verkauft.

## Nutzung

### Betreiber werksneuer Maschinen
Die einzigen zivilen Käufer neuer CL-44 waren:
- Flying Tiger Line
- Loftleiðir
- Seaboard World Airlines
- Slick Airways

### Betreiber gebraucht erworbener Maschinen
Europa und Mittelmeerraum:
- AECA (Aeroservicios Ecuatorianos)
- Aeronaves del Peru
- Aerotransportes Entre Rios
- Aer Turas
- Affretair
- Africargo Airlines
- ALAS - Atlantida Linea Aérea Sudamericana
- British Cargo Airlines
- British Air Ferries
- Cargolux
- Cyprus Airways
- Líneas Aéreas Suramericanas
- Redcoat Air Cargo
- Skymaster Freight Services
- Trans Mediterranean Airways
- Tradewinds Airways (UK)
- Tradewinds International Airlines (USA)
- Transmeridian Air Cargo
- Transporte Aéreo Rioplatense
- Transvalair

### Militärische Nutzer
- Kanada

## Zwischenfälle
Vom Erstflug 1959 bis Dezember 2019 gingen von den 39 gebauten Canadair CL-44 mehr als die Hälfte, nämlich 21, durch Totalschäden verloren. Dies ist eine ganz extrem hohe Unfallrate für ein Verkehrsflugzeug. Darin eingerechnet sind auch zwei seit 1972 und 1976 vermisste Maschinen. Bei sieben Zwischenfällen kamen 140 Menschen ums Leben, 12 weitere Personen werden zusammen mit den beiden verschollenen Maschinen vermisst. Vollständige Liste:
- Am 21. März 1966 flog der Erste Offizier einer Canadair CL-44D4-2 der US-amerikanischen Flying Tiger Line (Luftfahrzeugkennzeichen N453T) die Maschine im Anflug auf die Naval Station Norfolk (Virginia, USA) sehr steil an und setzte sie auf dem Bugfahrwerk und dem linken Hauptfahrwerk auf. Die linke Tragfläche riss ab, das Flugzeug zerlegte sich und der Rumpf kam in Rückenlage zum Stillstand. Der Erste Offizier hatte keine Lizenz für mehrmotorige Flugzeuge und nur 18 Stunden Flugerfahrung auf diesem Typ. Alle sechs Besatzungsmitglieder, die einzigen Insassen auf dem Frachtflug, überlebten den Unfall dennoch.[4]

- Am 24. Dezember 1966 wurde eine Canadair CL-44D4-1 der Flying Tiger Line (Luftfahrzeugkennzeichen N228SW) im Anflug auf den Flughafen Da Nang in eine Siedlung geflogen, wobei 111 Menschen starben, darunter die vier Besatzungsmitglieder und 107 Personen am Boden. Es gab 50 Verletzte. Unfallursächlich war, dass der Anflug unterhalb der Wetterminima, bei Starkregen, Nebel und Nacht durchgeführt wurde, da aufgrund geringer Treibstoffreserven an eine Umkehr zu einem anderen Flughafen nicht zu denken war (siehe auch Flugunfall einer Canadair CL-44 in Đà Nẵng 1966).[5]

- Am 1. Mai 1969 brach an einer Canadair CL-44D4-2 der US-amerikanischen Mobil Oil (N446T) bei der Landung auf dem Flughafen Anchorage (Alaska, USA) das rechte Fahrwerksbalken-Drehgestell. Die rechte Tragfläche und die Triebwerke Nr. 3 und 4 schlugen auf der Landebahn auf. Die Maschine schleuderte nach rechts ins Gras, wobei die rechte Tragfläche abriss. Die Maschine geriet in Brand. Alle vier Insassen, drei Besatzungsmitglieder und ein Passagier, die einzigen Insassen auf dem Frachtflug,  überlebten den Unfall.[6]

- Am 2. Dezember 1970 stürzte eine Canadair CL-44J der Cargolux (TF-LLG) auf dem Flug von Teheran nach Dhaka kurz vor der Landung auf dem Flughafen Dhaka-Tejgaon ab. Ursache war eine Verriegelung des Gust Locks während des Fluges, was eine Steuerung der Maschine unmöglich machte. Bei dem Absturz kamen vier Personen an Bord sowie drei am Boden ums Leben (siehe auch Flugunfall der Cargolux 1970).[7]

- Am 20. Juli 1972 verschwand eine Canadair CC-106 Yukon der Aerotransportes Entre Rios (LV-JYR) auf einem Frachtflug von Montevideo (Uruguay) nach Santiago de Chile in den Anden. Kurz vor dem letzten Radarkontakt war sie nahe Las Cuevas (Mendoza) in den chilenischen Luftraum eingeflogen.[8]

- Am 22. Dezember 1974 sprang eine Canadair CL-44D4-1 der britischen Tradewinds Airways (G-AWSC) bei der Landung auf dem Flughafen Lusaka (Sambia) zweimal wieder in die Luft und setzte dann so hart auf, dass das Federbein des Bugfahrwerk brach. Daraufhin brach im vorderen unteren Frachtraum ein Brand aus. Das Flugzeug wurde irreparabel beschädigt. Alle fünf Besatzungsmitglieder, die einzigen Insassen auf dem Frachtflug, überlebten den Unfall.[9]

- Am 22. Februar 1975 streifte eine Canadair CL-44/CC-106 Yukon der Aerocondor Colombia (HK-1972) 10 Kilometer vom Startflughafen Bogota-Eldorado entfernt einen Baum und stürzte 1200 Meter weiter in einen Berg. Alle fünf Besatzungsmitglieder der Frachtmaschine wurden getötet.[10]

- Am 27. September 1975 überschoss eine Canadair CC-106 Yukon der Aerotransportes Entre Rios (LV-JSY) das Startbahnende am Flughafen Miami, durchschlug die Flughafenumzäunung, streifte einen VW-Bus, stürzte in einen Kanal, brach auseinander und brannte aus. Sechs der zehn Personen an Bord starben. Als Unfallursache wurde eine vor dem Start nicht entfernte Rudersperre am rechten Höhenruder ermittelt (siehe auch Aerotransportes-Entre-Rios-Flug 501/90).

- Am 28. August 1976 befand sich eine Canadair CC-106 Yukon der Aeronaves del Peru (OB-R-1104) auf einem Frachtflug von Lima (Peru) nach Caracas (Venezuela). Sie kam nie an ihrem Zielort an und wurde für vermisst erklärt. Es wird vermutet, dass die Maschine in einem bergigen und bewaldeten Gebiet nahe dem Fluss Shanisu, etwa 400 Kilometer nördlich von Lima verunfallt ist. Das Wrack konnte nie lokalisiert werden.[11]

- Am 2. September 1977 kam es an einer Canadair CL-44D4-2 der Transmeridian Air Cargo (G-ATZH), mit der ein Flug vom Flughafen Kai Tak in Hongkong zum Flughafen Bangkok-Don Mueang durchgeführt werden sollte, unmittelbar nach dem Start zu einem Triebwerksschaden an Triebwerk Nr. 4, wodurch sich ein Brand entwickelte. Die Besatzung versuchte noch, zum Flughafen zurückzukehren, jedoch griff der Brand auf das Treibstoffsystem und die Tragflächenstruktur über. Nur acht Minuten nach dem Start brach das Triebwerk Nr. 4 mit einem Teil der rechten Tragfläche von der Maschine ab und das Flugzeug stürzte ins Meer (siehe auch Transmeridian-Air-Cargo-Flug 3751).[12]

- Am 6. Juli 1978 ließ sich an einer Canadair CL-44D4-6 der britischen Tradewinds Airways (G-BCWJ) das rechte Hauptfahrwerk nach dem Start von Mombasa beim Einfahren nicht verriegeln. Die Piloten der mit 20 Tonnen Zement beladene Maschine wichen zum Flughafen Nairobi-Embakasi (Kenya) aus. Bei der dortigen Landung brach das rechte Hauptfahrwerk dann zusammen. Das Flugzeug wurde irreparabel beschädigt. Alle vier Besatzungsmitglieder, die einzigen Insassen auf dem Frachtflug, überlebten den Unfall.[13]

- Am 10. Oktober 1979 brach an einer Canadair CL-44/CC-106 Yukon der uruguayischen ALAS – Atlantida Linea Aérea Sudamericana (CX-BKD) bei der Landung auf dem Flughafen Montevideo (Uruguay) das rechte Hauptfahrwerk zusammen. Die rechte Tragfläche schlug auf den Boden, das Bugfahrwerk und linke Hauptfahrwerk sanken sofort in den weichen Boden neben der Landebahn ein, wodurch das Heck und ein Teil der linken Tragfläche über die Landebahn ragten. Alle sechs Insassen, vier Besatzungsmitglieder und zwei Passagiere, überlebten den Unfall. Da in Carrasco keine Bergungsausrüstung vorhanden war, konnte das Flugzeug nicht von der Landebahn entfernt werden. Triebwerke, Instrumente und andere Ausrüstungsgegenstände wurden entfernt und das Heck und der Bug abgetrennt. Die Überreste wurden dann angezündet.[14]

- Am 4. November 1980 konnte an einer Canadair CL-44D4-1 der Cyprus Airways (5B-DAN) das Fahrwerk nicht ausgefahren werden. Auf der britischen Royal Air Force Station Akrotiri (Zypern) wurde daraufhin eine Landung auf einem Schaumteppich durchgeführt. Das Flugzeug wurde irreparabel beschädigt. Alle drei Besatzungsmitglieder, die einzigen Insassen auf dem Trainingsflug, überlebten den Unfall.[15]

- Am 18. Juli 1981 wurde ein Frachter des Typs Canadair CL-44D4-6 der argentinischen Transporte Aéreo Rioplatense (TAR) (LV-JTN) im sowjetischen Luftraum 50 Kilometer von Jerewan entfernt durch einen Abfangjäger des Typs Suchoi Su-15 gerammt, nachdem sie durch Navigationsfehler vom Kurs abgekommen war. Die Besatzung der CL-44 hatte laut sowjetischen Angaben nicht auf die internationalen Abfangsignale und Funksprüche reagiert, sondern durch eine Kurve versucht zu entkommen. Beide Maschinen stürzten ab, wobei sich der Jagdpilot mit dem Schleudersitz retten konnte. Alle 4 Insassen, drei Besatzungsmitglieder und ein Passagier, kamen ums Leben.[16] Die CL-44 der TAR war auf dem Rückweg des dritten einer Serie von Flügen zum Waffenschmuggel, die von Tel Aviv (Israel) über Larnaka im neutralen Zypern nach Teheran (Iran) führten, wohin das Ajatollah-Regime von Israel gekaufte Waffen geliefert bekam. Später wurden solche Lieferungen mit Boeing 747 der israelischen CAL Cargo Airlines direkt durchgeführt, die ganz weiß ohne jegliche Beschriftung oder Bemalung vorzugsweise nachts geflogen wurden.

- Am 19. Januar 1982 ging an einer Canadair CL-44DF4-1 der AECA (Aeroservicios Ecuatorianos) (HC-BHS) nach dem Start vom Flughafen Miami (Florida, USA) der Hydraulikdruck verloren, als das Fahrwerk eingefahren wurde. Die Piloten kehrten zurück und versuchten, das Fahrwerk wieder auszufahren, was beim Bugfahrwerk auch gelang. Das Hauptfahrwerk ließ sich nicht verriegeln und fuhr bei der Landung teilweise wieder ein. Das Flugzeug wurde irreparabel beschädigt. Alle sechs Insassen, vier Besatzungsmitglieder und zwei Passagiere, überlebten den Unfall.[17]

- Am 5. Februar 1982 wurde eine Canadair CL-44D4-2 der simbabwischen Affretair (TR-LVO) bei einem Hangarbrand auf dem Flughafen Harare International (Simbabwe) zerstört. Über Personenschäden ist nichts bekannt.[18]

- Am 6. Juli 1988 explodierte an einer Canadair CL-44J der kolumbianischen Líneas Aéreas Suramericanas (HK-3148X) das Triebwerk Nr. 4 (rechts außen) nach dem Start vom Flughafen Barranquilla (Kolumbien). Bei der Rückkehr für eine Notlandung soll die rechte Tragfläche gebrannt haben. Im Endanflug auf die Landebahn 04 ging die Kontrolle über das Flugzeug verloren und es kam zum Absturz. Von den acht Besatzungsmitgliedern, den einzigen Insassen auf dem Frachtflug, kamen 3 ums Leben.[19]

- Am 1. Dezember 1992 wurde eine Canadair CL-44D4-6 der US-amerikanischen Tradewinds International Airlines (N100BB) im Anflug auf den Flughafen Aguadilla-Borinquen (Puerto Rico) durch einen Blitz getroffen, woraufhin alle vier Triebwerke Leistung verloren. Die Piloten landeten noch sicher, jedoch kam es zu einer derart harten Landung, dass das Flugzeug irreparabel beschädigt wurde. Alle Besatzungsmitglieder, die einzigen Insassen auf dem Frachtflug, überlebten den Unfall.[20]

- Am 14. April 2000 brach in einem Lagerhaus auf dem Flughafen Kinshasa-Ndjili (Demokratische Republik Kongo) ein Großbrand aus, der auf eine Munitionsladung übergriff und mehrere Explosionen verursachte. Etwa 109 Menschen am Boden sollen getötet worden sein. Mehrere Flugzeuge wurden durch das Feuer beschädigt oder zerstört. Darunter waren zwei Canadair CL-44D4-2 der kongolesischen Africargo Airlines (TN-235 und 3C-ZPO), betrieben für die Luftstreitkräfte der Demokratischen Republik Kongo, die beide irreparabel beschädigt wurden. Über Personenschäden an Bord ist nichts bekannt.[21]

- Am 17. Februar 2002 brach an einer Canadair CL-44D4 der kongolesischen Skymaster Freight Services (9Q-CTS) nach dem Start vom Flughafen Mbuji-Mayi (Demokratische Republik Kongo) ein Brand im Triebwerk Nr. 1 (links außen) aus. Obwohl nur ein Triebwerk ausgefallen war, flogen die Piloten teilweise mit einer Schräglage von 110 Grad bei einer Geschwindigkeit von nur 98 Knoten. Schließlich zog der Kapitän das Gas ganz heraus und machte eine sehr harte „Landung“ in einer Lichtung im Dschungel. Alle 23 Insassen, die drei Besatzungsmitglieder und 20 Passagiere auf dem angeblichen „Frachtflug“, überlebten den Unfall.[22]

## Technische Daten (CL-44D-4)
| Kenngröße            | Daten                                                 |
| -------------------- | ----------------------------------------------------- |
| Besatzung            | 3 plus 1 Lademeister                                  |
| Passagiere           | 160                                                   |
| Länge                | 41,73 m                                               |
| Spannweite           | 43,37 m                                               |
| Höhe                 | 11,18 m                                               |
| Flügelfläche         | 192,7 m²                                              |
| Flügelstreckung      | 9,8                                                   |
| Nutzlast             | 29,960 kg                                             |
| Leermasse            | 40.350 kg                                             |
| Startmasse           | 95.000 kg                                             |
| Reisegeschwindigkeit | 646 km/h                                              |
| Dienstgipfelhöhe     | 9.100 m                                               |
| Reichweite           | 8.990 km                                              |
| Triebwerke           | 4 × Rolls-Royce Tyne 515/50 Turboprop mit je 4.270 kW |